# Primera División de Venezuela 2015
Primera División de Venezuela 2015 var den högsta divisionen i fotboll i Venezuela för den andra hälften av säsongen 2015. Inför denna säsong beslöts det att den venezolanska ligan skulle läggas om att spelas över ett helår, varför den första säsongen enbart bestod av hälften så många matcher. Inga lag kvalificerades till Copa Libertadores genom detta mästerskap, däremot kvalificerade sig vinnaren och tvåan av mästerskapet till Copa Sudamericana 2016.

## Tabell
Lag 1–8: Slutspel
Lag 19: Nedflyttningskval
Lag 20: Nedflyttade
| Nr | Lag                    | S  | V  | O  | F  | GM | IM | MS  | P  |
| -- | ---------------------- | -- | -- | -- | -- | -- | -- | --- | -- |
| 1  | Deportivo La Guaira    | 19 | 12 | 6  | 1  | 35 | 13 | +22 | 42 |
| 2  | Zamora                 | 19 | 12 | 4  | 3  | 43 | 22 | +21 | 40 |
| 3  | Deportivo Táchira      | 19 | 8  | 9  | 2  | 37 | 17 | +20 | 33 |
| 4  | Zulia                  | 19 | 8  | 9  | 2  | 32 | 16 | +16 | 33 |
| 5  | Aragua                 | 19 | 9  | 5  | 5  | 25 | 20 | +5  | 32 |
| 6  | Mineros de Guayana     | 19 | 8  | 7  | 4  | 33 | 20 | +13 | 31 |
| 7  | Caracas                | 19 | 7  | 10 | 2  | 23 | 10 | +13 | 31 |
| 8  | Deportivo Lara         | 19 | 9  | 4  | 6  | 26 | 22 | +4  | 31 |
| 9  | Trujillanos            | 19 | 8  | 6  | 5  | 25 | 22 | +3  | 30 |
| 10 | Deportivo Anzoátegui   | 19 | 7  | 3  | 9  | 24 | 26 | −2  | 24 |
| 11 | Estudiantes de Caracas | 19 | 5  | 9  | 5  | 18 | 27 | −9  | 24 |
| 12 | Carabobo               | 19 | 4  | 11 | 4  | 16 | 16 | 0   | 23 |
| 13 | Llaneros de Guanare    | 19 | 5  | 7  | 7  | 20 | 21 | −1  | 22 |
| 14 | Portuguesa             | 19 | 6  | 2  | 11 | 22 | 27 | −5  | 20 |
| 15 | Estudiantes de Mérida  | 19 | 5  | 4  | 10 | 16 | 25 | −9  | 19 |
| 16 | Atlético Venezuela     | 19 | 4  | 4  | 11 | 17 | 28 | −11 | 16 |
| 17 | Ureña                  | 19 | 3  | 7  | 9  | 18 | 40 | −22 | 16 |
| 18 | Deportivo Petare       | 19 | 3  | 6  | 10 | 11 | 32 | −21 | 15 |
| 19 | Metropolitanos         | 19 | 4  | 2  | 13 | 14 | 30 | −16 | 14 |
| 20 | Tucanes de Amazonas    | 19 | 3  | 5  | 11 | 12 | 33 | −21 | 14 |

## Slutspel

### Kvartsfinal
| Lag 1               | Totalt       | Lag 2              | Möte 1 | Möte 2 |
| Deportivo La Guaira | 4–0          | Deportivo Lara     | 2–0    | 2–0    |
| Zulia               | 00001–1 (BM) | Aragua             | 0–0    | 1–1    |
| Zamora              | 4–2          | Caracas            | 1–1    | 3–1    |
| Deportivo Táchira   | 3–4          | Mineros de Guayana | 1–4    | 2–0    |

### Semifinal
| Lag 1              | Totalt | Lag 2               | Möte 1 | Möte 2 |
| Aragua             | 0–4    | Deportivo La Guaira | 0–2    | 0–2    |
| Mineros de Guayana | 3–7    | Zamora              | 2–3    | 1–4    |

### Final
|                 | 9 december 2015 | Zamora                | 2–0   | Deportivo La Guaira | Estadio Agustín Tovar, Barinas |                |
| 19:30 UTC–04:30 | 19:30 UTC–04:30 | Vargas 10′ Moreno 53′ | (1–0) |                     | Publik: 17 402                 | Publik: 17 402 |
| 19:30 UTC–04:30 | 19:30 UTC–04:30 |                       |       |                     | Publik: 17 402                 | Publik: 17 402 |
| 19:30 UTC–04:30 | 19:30 UTC–04:30 |                       |       |                     | Publik: 17 402                 | Publik: 17 402 |

|                 | 13 december 2015 | Deportivo La Guaira | 1–0   | Zamora | Estadio Olímpico de la UCV, Caracas |               |
| 18:00 UTC–04:30 | 18:00 UTC–04:30  | Gonzalez 77′        | (0–0) |        | Publik: 6 072                       | Publik: 6 072 |
| 18:00 UTC–04:30 | 18:00 UTC–04:30  |                     |       |        | Publik: 6 072                       | Publik: 6 072 |
| 18:00 UTC–04:30 | 18:00 UTC–04:30  |                     |       |        | Publik: 6 072                       | Publik: 6 072 |

## Nedflyttningskval
| Lag 1         | Totalt   | Lag 2          | Möte 1 | Möte 2 |
| JBL del Zulia | 3–3 (BM) | Metropolitanos | 2–2    | 1–11   |

1: Matchen skulle ha spelats i slutet av november, men sköts upp till den 2 december 2015.

## Kvalificering för internationella turneringar
Primera División kvalificerade två lag till Copa Sudamericana 2016, nämligen de två finalisterna.
- Copa Sudamericana 2016
  - Vinnare av Primera División 2015: Zamora
  - Tvåa i Primera División 2015: Deportivo La Guaira